# Ferdinand Ier (duc de Parme)
Pour les autres membres de la famille, voir Maison de Bourbon-Parme.
Pour les articles homonymes, voir Ferdinand Ier et Ferdinand.
Ferdinand de Bourbon, né à Parme le 20 janvier 1751 mort à Fontevivo le 9 octobre 1802, est duc de Parme, de Plaisance et de Guastalla sous le nom de Ferdinand Ier de 1765 à 1802.
En 1765, il accède au trône de Parme à la suite de la mort de son père le duc Philippe Ier. Le nouveau duc n'a que 14 ans. La même année, l'empereur Joseph II du Saint-Empire, qui vient de succéder à son père, cédant aux objurgations de sa mère, l'impératrice Marie-Thérèse, cherche à se remarier. Âgé de 24 ans, veuf inconsolable, il souhaite épouser Marie-Louise, sœur de Ferdinand. L'impératrice-douairière s'entremet auprès du roi d'Espagne, grand-père de la jeune fille, mais celle-ci est de longue date promise au prince des Asturies, héritier du trône espagnol et en effet, Marie-Louise, à défaut du duc de Bourgogne décédé en 1761, épouse en 1765 le futur Charles IV d'Espagne. C'est donc sa sœur aînée Marie-Isabelle, âgée de 16 ans, jeune fille intelligente et pleine de charme, qui sert de mère de substitution à ses cadets.
Sous l'influence de sa mère, Ferdinand reçoit une éducation conforme à l'esprit de la philosophie des Lumières qui s'impose en France. De 1757 à 1769, il est élevé par l'abbé de Condillac et Auguste de Keralio, tous deux fervents partisans français des idées des philosophes mais mauvais pédagogues. Ferdinand ne trouve un peu de chaleur voire d'affection auprès du clergé mais un clergé borné voire superstitieux. Cependant Marie-Isabelle quitte à son tour le duché dès 1760 pour épouser le futur empereur Joseph II. Elle meurt à Vienne des suites de ses secondes couches deux ans plus tard laissant son mari et son jeune frère inconsolables.

## Famille et enfance

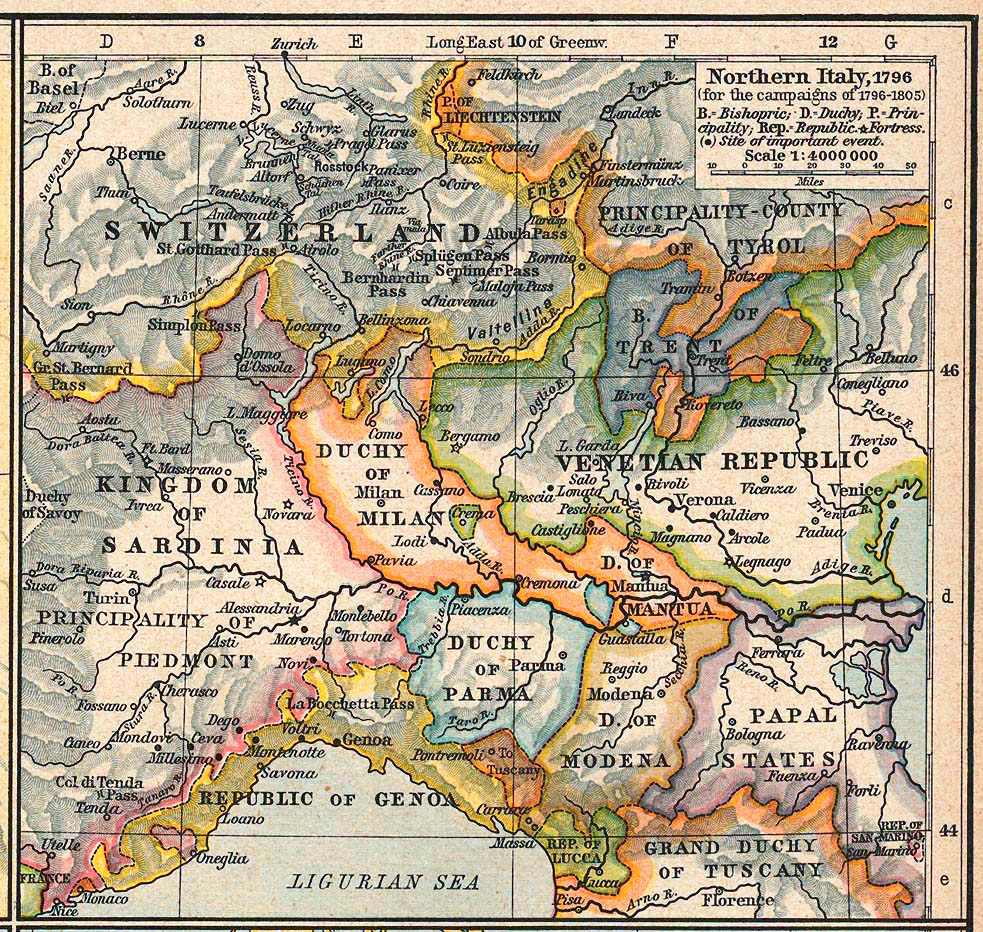
Le duché de Parme (seconde moitié du XVIIIe siècle)

Ferdinand naît le 20 janvier 1751 à Parme, Duché de Parme et Plaisance. Il est le fils de Philippe Ier, duc de Parme, Plaisance et Guastalla et d'Élisabeth de France, fille de Louis XV et de la reine Marie Leszczynska.
Son père, Philippe de Parme, est le fils cadet du roi Philippe V d'Espagne et d'Élisabeth Farnèse, dernière descendante des ducs de Parme, Plaisance et Guastalla de la dynastie Farnèse. Il est devenu duc de Parme, Plaisance et Guastalla en 1748 à la faveur du traité de paix qui mit fin à la guerre de succession d'Autriche.
Il est baptisé sous le nom complet de Ferdinand Marie Philippe Louis Sébastien François Jacques de Bourbon-Parme.
Sa mère, la duchesse, « fille de France », s'ennuie fort dans son duché provincial si loin de Versailles et tous les prétextes lui sont bons pour retrouver sa famille Française.
Des neuf ans qu'elle a passé à la cour d'Espagne où elle a dû céder le pas à sa belle-sœur, une infante de Portugal, elle a appris le sens politique de sa belle-mère, l'irascible Élisabeth Farnèse. En 1746, le roi Philippe V est mort. Son fils Ferdinand VI, issu du premier mariage du roi, lui a succédé. L'infante portugaise est devenue reine d'Espagne. La reine Élisabeth se retire loin de la cour. L'infant Philippe combat les armées Autrichiennes sur le front Italien missionné par sa mère pour reconquérir ses duchés patrimoniaux. Son épouse, l'infante est restée à Madrid avec sa fille unique, l'infante Marie-Élisabeth, née en 1741. La paix survient après 8 années de guerre. Louis XV proclame noblement qu'il veut faire la paix en roi et non en marchand mais prend soin de réserver les duchés de Parme, Plaisance et Guastalla pour son gendre à la grande joie de la reine douairière d'Espagne.
La nouvelle duchesse de Parme s'apprête à se rendre dans les états de son mari avec sa fille. Cependant, plutôt que de prendre la mer à Barcelone pour se rendre en Italie, elle décide de faire un crochet par Versailles où elle reste plusieurs mois à la grande joie de "papa-roi" et de toute la famille royale.
Au premier séjour de 1748-1749, pour remercier son père d'avoir contribué à faire de son mari un prince souverain (et si possible obtenir à terme un État plus grand comme le Duché de Luxembourg), succède un second, plus long, en 1757 où la duchesse de Parme compte négocier favorablement le mariage de ses deux filles : l'aînée, Marie-Isabelle avec le futur empereur Joseph II du Saint-Empire et la cadette Marie-Louise avec le duc de Bourgogne fils aîné du dauphin, ainsi que divers avantages pour son pays d'adoption. Elle mourra à Versailles en 1759 sans avoir revu son duché ni ses enfants.

## Règne

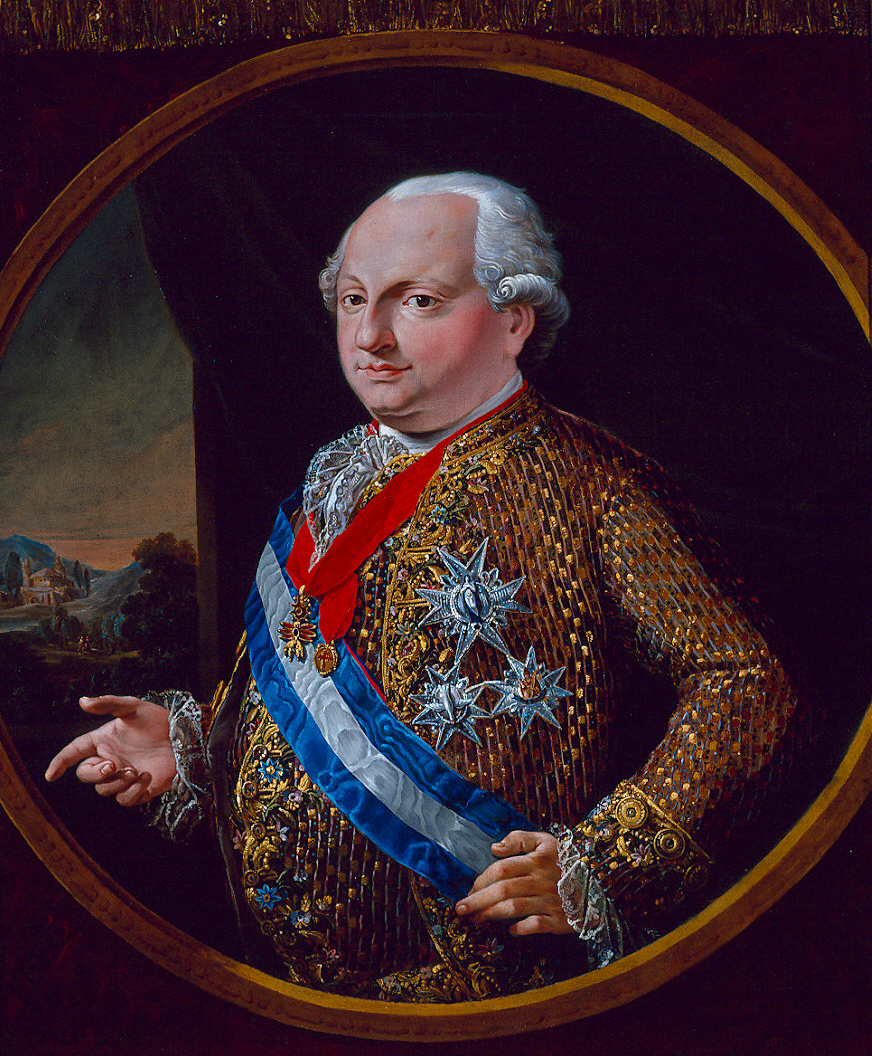
Ferdinand Ier de Parme : portrait de Domenico Muzzi.

En 1765, la mort du duc Philippe Ier fait accéder Ferdinand au trône de Parme. Le nouveau duc n'a que 14 ans.
La même année, l'empereur Joseph II, cédant aux objurgations de sa mère, l'impératrice douairière Marie-Thérèse, cherche à se remarier. Il souhaite épouser Marie-Louise, sœur de Marie-Isabelle et de Ferdinand. L'impératrice-douairière s'entremet auprès du roi d'Espagne, grand-père de la jeune fille, mais celle-ci est de longue date promise au prince des Asturies, héritier du trône espagnol et en effet, Marie-Louise, à défaut du duc de Bourgogne décédé en 1761, épouse en 1765 le futur Charles IV d'Espagne.

## Mariage et rapprochement avec l'Autriche
Après le décès de Philippe en 1765, son fils Ferdinand Ier lui succède. La France et l'Espagne mettent tout en œuvre pour organiser le mariage de Ferdinand. Guillaume du Tillot, Premier ministre toujours en exercice, exprime sa préférence pour Marie-Béatrice d'Este, fille du duc de Modène Hercule III : à la mort de celui-ci, les deux duchés auraient été réunis entre les mains de Ferdinand. Le duc de Choiseul propose quant à lui Mademoiselle, la princesse d'Orléans, particulièrement riche, mais l'Espagne rejette cette proposition. De son côté, l'empereur Joseph II envisage un retour du duché à l'Autriche si Ferdinand reste sans héritier.

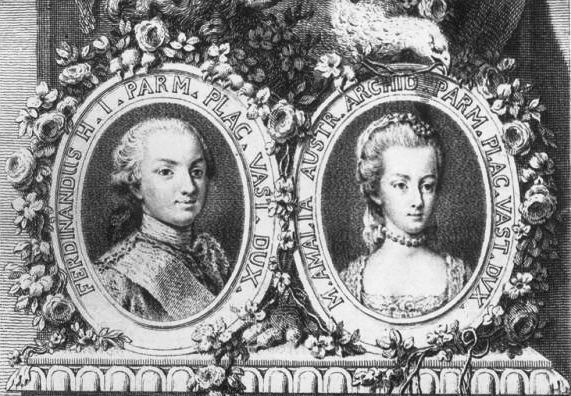
Le couple ducal: Ferdinand Ier de Parme et Marie-Amélie d'Autriche (1769)

La France et l'Espagne tergiversant, la cour de Vienne fait converger les avis de tous en proposant l'archiduchesse Marie-Amélie, fille de l'impératrice Marie-Thérèse d'Autriche et sœur de Marie-Antoinette, épouse du dauphin Louis-Auguste de France (futur Louis XVI). Le 21 juin 1769, une fois obtenue la dispense papale nécessaire en raison de leur proche parenté, Ferdinand, âgé de 18 ans, demande la main de Marie-Amélie, âgée de 23 ans. Le mariage est célébré par procuration à Vienne le 27 juin 1769. Marie-Amélie quitte l'Autriche le 1er juillet 1769 et arrive à Mantoue le 16 juillet, accompagnée de son frère, l'empereur Joseph II. Ferdinand va à leur rencontre, accompagné du duc Sforza-Cesarini et du duc Grillo. Au cours d'une cérémonie, l'évêque confirme le mariage le 19 juillet dans le Palazzo Ducale de Colorno ; s'ensuivent fêtes et spectacles. Le couple ducal rejoint Parme le 24 au matin.
Le couple ducal a sept enfants :
- Caroline (Carolina) (22 novembre 1770 - 1er mars 1804) mariée en 1792 à Maximilien de Saxe (1759-1838).
- Louis (Ludovico) (5 août 1773 - 27 mai 1803) marié en 1795 à Marie-Louise d'Espagne (1782-1824)
- Marie Antoinette (Maria Antonietta) (28 novembre 1774 - 20 février 1841), Ursuline.
- Charlotte (Carlotta) (7 septembre 1777 - 5 avril 1813), Dominicaine
- Philippe Marie (Filippo) (22 mars 1783 - 2 juillet 1786).
- Antoinette Louise (Antonietta Luisa) (21 octobre 1784).
- Marie Louise (Maria Luisa) (17 avril 1787 - 22 novembre 1789).

## Un gouvernement sous contrôle des puissances étrangères

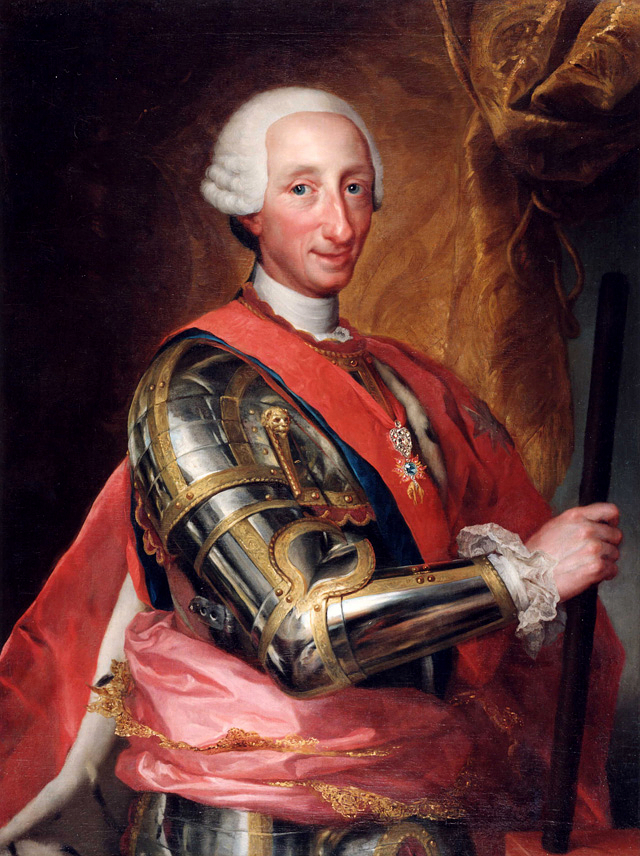
Charles III d'Espagne
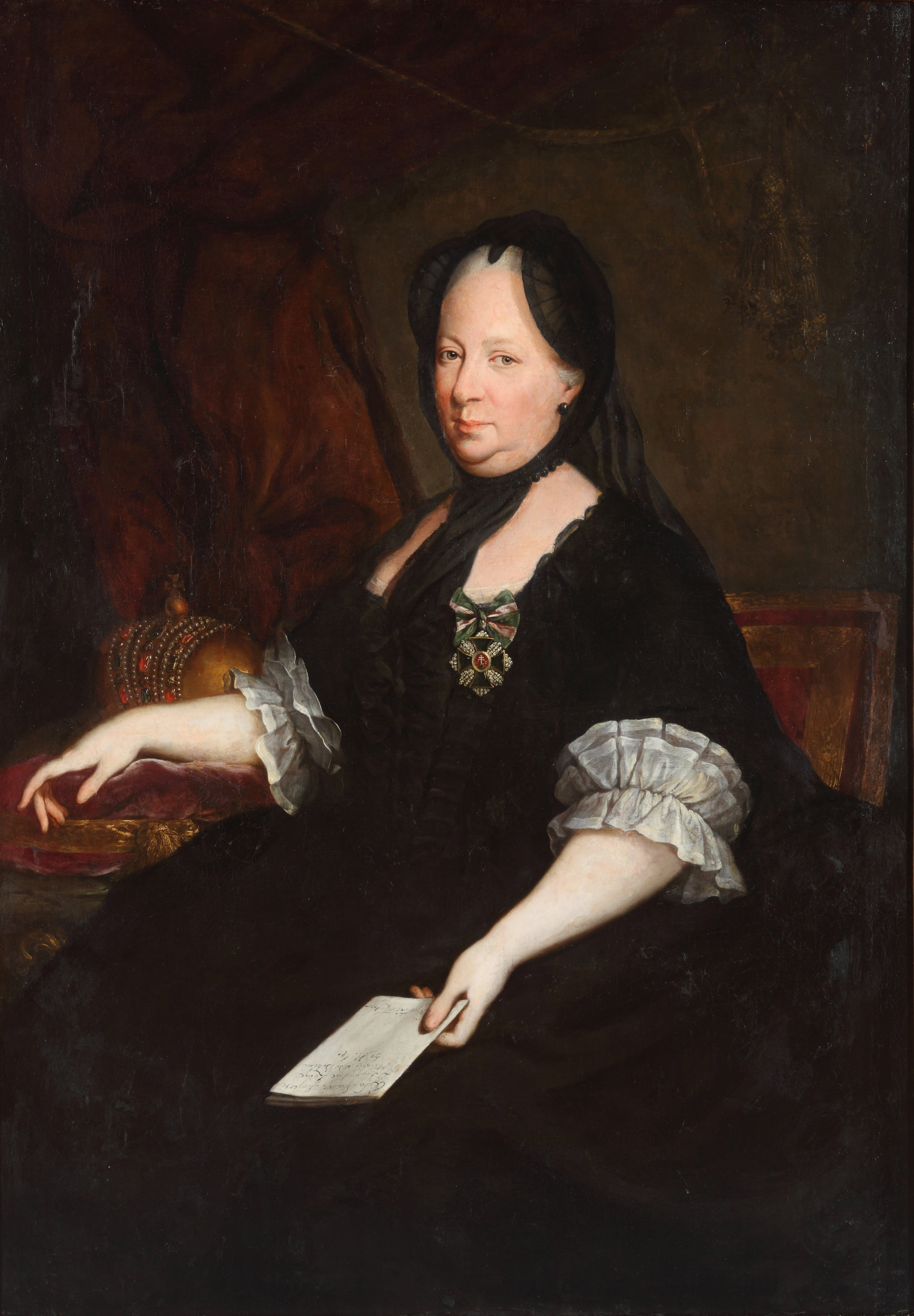
L'impératrice Marie-Thérèse
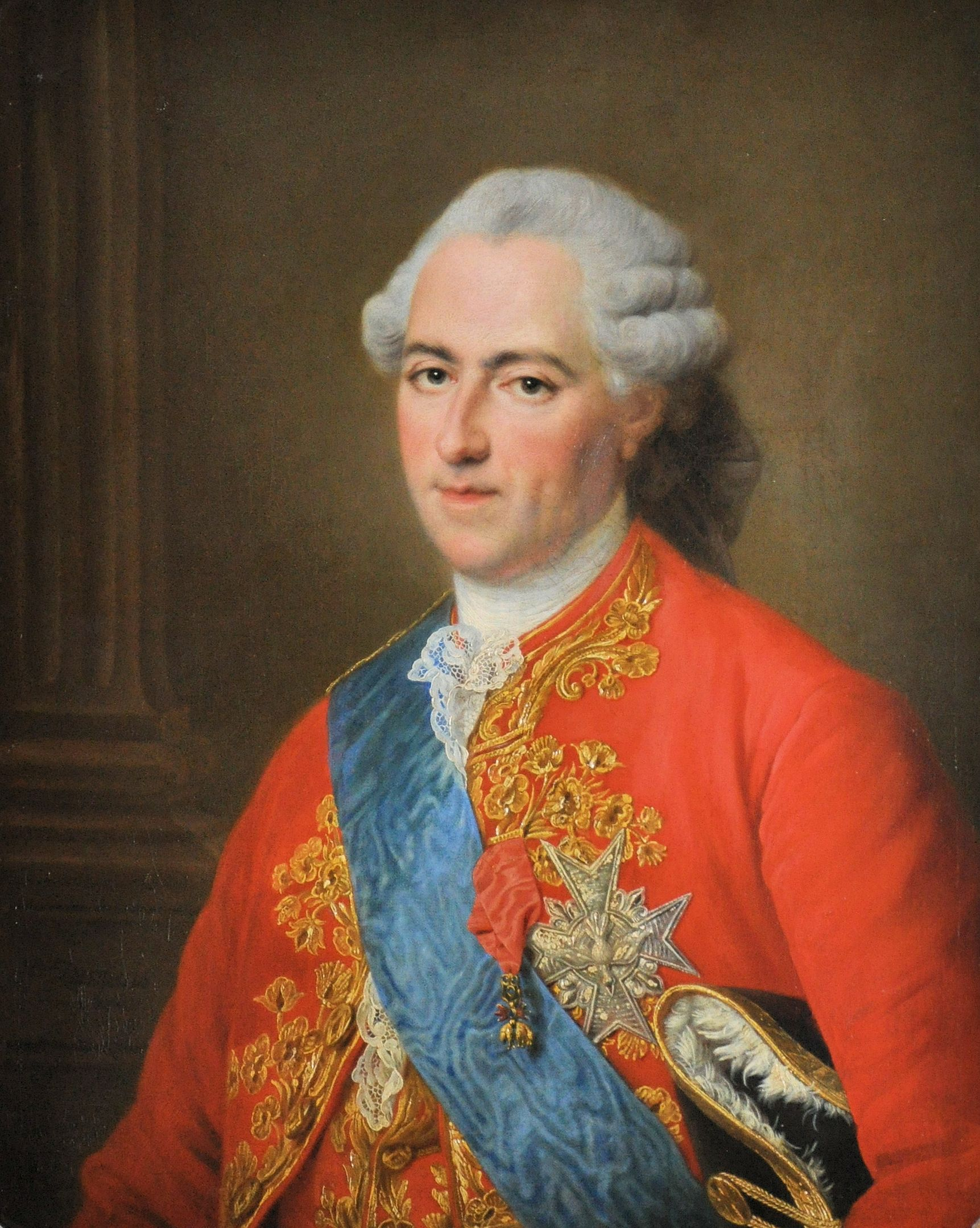
Louis XV de France
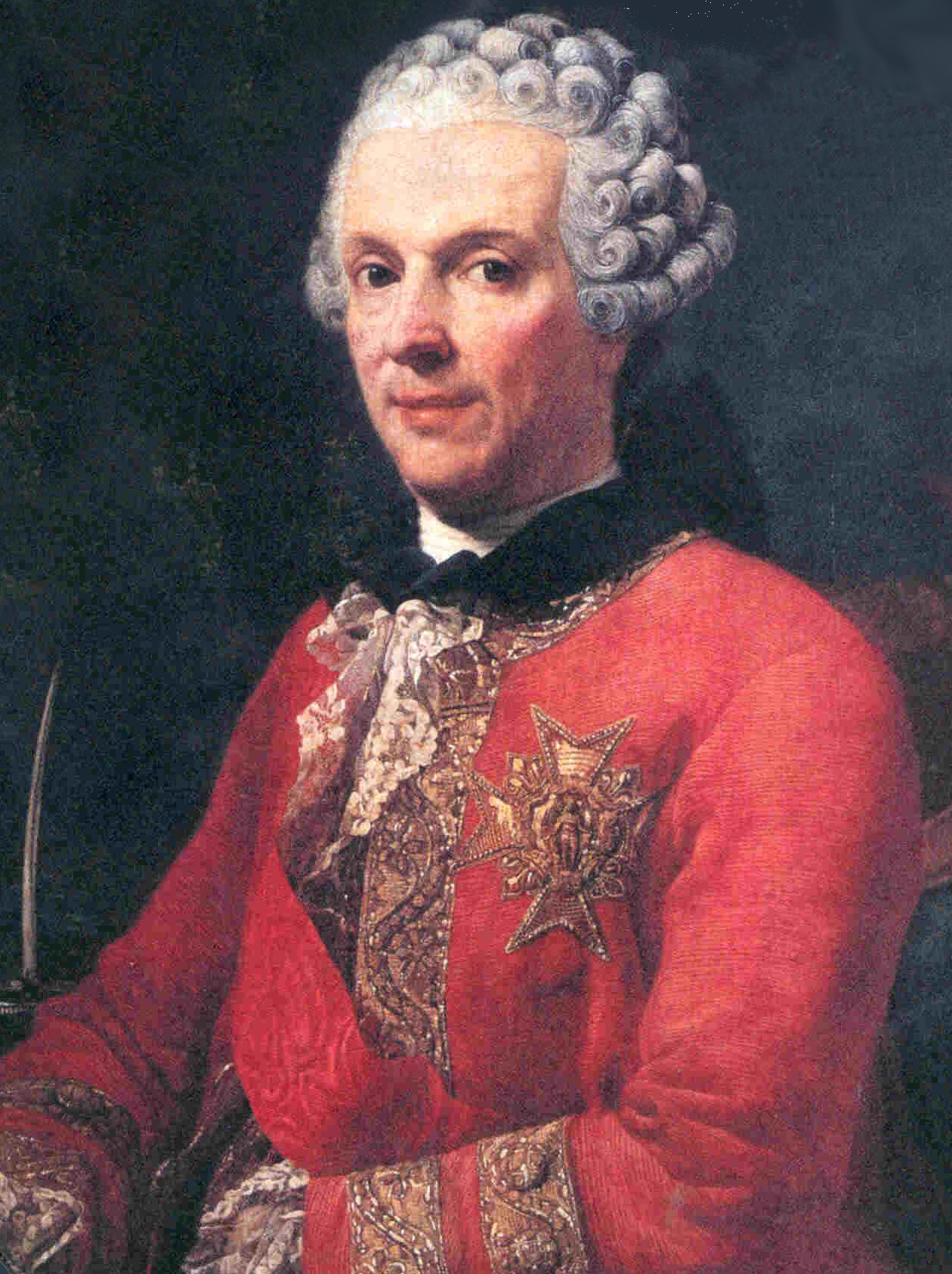
Guillaume du Tillot

Depuis 1759, le duché est en réalité gouverné par Guillaume du Tillot, installé par la France, mais à son arrivée, Marie-Amélie veut substituer l'influence autrichienne à celles de la France et de l'Espagne. Elle s'oppose ouvertement au Premier ministre et obtient de son mari son renvoi, malgré l'opposition de la France et de l'Espagne. Les deux puissances envoient l’Espagnol José Augustin de Llano en qualité de ministre, avec des ordres très sévères pour assainir les caisses du duché, perpétuellement vides en raison de la vie désordonnée du couple ducal. Très mal accueilli, José Augustin de Llano est renvoyé en octobre 1772. Il est remplacé par les Italiens Giuseppe Sacco et Lorenzo Pompeo Canossa, qui poursuivent la politique de despotisme éclairé mais avec un caractère national, ce qui met fin à l'influence espagnole dans le duché.

## Les conséquences de la Révolution française

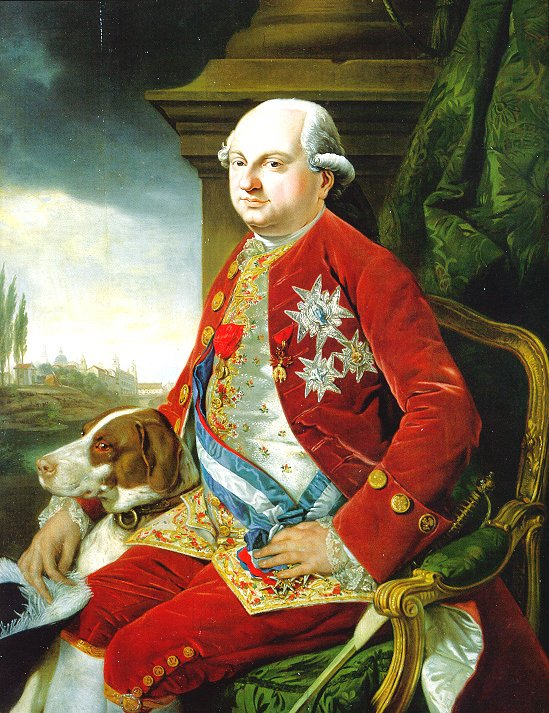
Ferdinand Ier de Parme par Zoffany

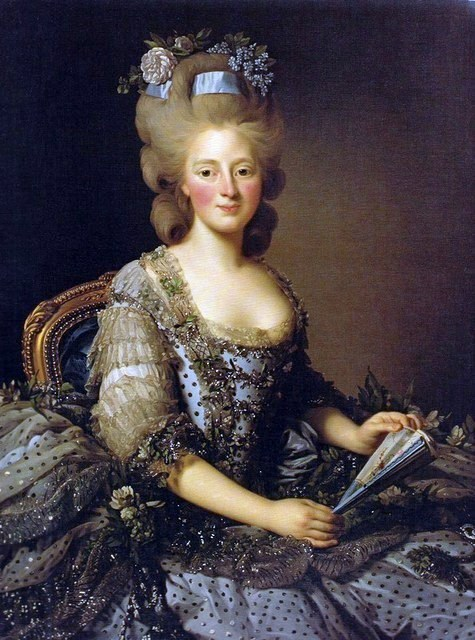
Marie-Amélie par Roslin

Les changements apportés par la Révolution française et le danger d'une guerre contraignent Ferdinand à se déclarer neutre, bien que dans le même temps il signe un pacte secret avec l'Autriche, le 13 mai 1794. En 1796, Bonaparte se voit confier l'armée d'Italie qui entre, le 7 mai, à Plaisance et obtient un armistice (9 mai). Ferdinand n'est pas en mesure d'honorer les exigences françaises, deux millions de francs, 1 200 chevaux de trait, 400 pour les dragons, 100 selles pour les officiers, 1 000 tonnes de blé, 500 d'avoine, 2 000 bœufs et 5 000 paires de chaussures. Parme est donc occupée le 20 juin mais le duc reste en place. Sa situation est difficile en raison des jacobins de la Lombardie et de Reggio d'Émilie qui voient comme un affront à l'esprit républicain le maintien du duché. Le duché constitue une pièce essentielle de la diplomatie entre la France et l’Espagne, celle-ci se considérant la tutrice du Duché en raison de la filiation du duc.
Avec la reprise du conflit entre la France et l'Autriche jusqu'à la victoire française de Marengo en 1800, le duché, malgré sa neutralité, subit de continuels passages de troupes. Les tractations diplomatiques entre la France et l'Espagne conduisent à la remise de Parme aux Français qui peuvent ainsi occuper toute la plaine du Pô contre le grand-duché de Toscane. Ces accords sont scellées en février 1801 par le traité de Lunéville suivi par le traité d'Aranjuez. La Toscane est confiée au duc Ferdinand qui refuse de quitter Parme ; les deux États créent alors le royaume d'Étrurie, qu'ils confient au fils de Ferdinand, Louis de Bourbon. Ferdinand, qui est autorisé à demeurer à Parme jusqu'à sa mort, est alors placé sous surveillance de la France en la personne de Moreau de Saint-Méry.
Mourant, Ferdinand désigne son fils Louis pour lui succéder sur le duché de Parme, avec pour régents le comte Francesco Schizzati et le marquis Cesare Ventura. Le souverain meurt à Fontevivo le 9 octobre 1802, peut-être empoisonné. La régence ne dure que quelques jours avant que Moreau de Saint-Méry ne prenne possession du duché au nom de la France.